# Django Reinhardt
Jean Reinhardt, zis Django (n. 23 ianuarie 1910, Liberchies, Belgia; d. 16 mai 1953 Fontainebleau), a fost un chitarist francez de jazz, compozitor și șef de formație de origine romă. Este considerat unul din cei mai mari chitariști de jazz ai tuturor timpurilor și este primul muzician de talie mondială „produs” de continentul european. Cvintetul înființat de Django Reinhardt împreună cu violonistul Stéphane Grappelli, Quintette du Hot Club de France, este considerat unul din cele mai inovative din întreaga istorie a muzicii de jazz. Este autorul unor teme nemuritoare, precum „Minor Swing”, „Daphne”, „Belleville”, „Djangology”, „Swing '42” și „Nuages”, devenite piese standard în muzica de jazz.

## Biografie

### Primii ani
Jean „Django” Reinhardt s-a născut în data de 23 ianuarie 1910 în satul Liberchies, Pont-à-Celles, Belgia, în familia unor romi nomazi. Tatăl său, Jean Eugene Weiss, care își schimbase numele în Jean-Baptiste Reinhardt pentru a evita serviciul militar, era muzician. Mama sa, Laurence Reinhardt, zisă „Négros”, era dansatoare. Nu se cunoaște originea apelativului „Django”, care în limba romani înseamnă „mă trezesc”. Acești romi nomazi Sinti, cărora francezii le spun „Manouches”, (din sanscrită Manushya, Manu = bărbat), trăiau în caravane cu care parcurgeau Europa în lung și în lat, închiși în micile lor comunități, complet refractari la civilizație, majoritatea analfabeți și cu concepții de viață medievale. Se ocupau mai ales cu muzica, circul și cu diverse meșteșuguri artizanale. O parte din membrii familiei Reinhardt se ocupau cu confecționarea de mobilier din răchită, alții erau muzicieni. Micuțul Django nu a urmat nici o școală, petrecându-și copilăria alături de părinții săi, în Franța, apoi Italia și Algeria, pentru a evita vicisitudinile primei conflagrații mondiale. După război, familia lui se va stabili în împrejurimile Parisului, mai întâi în zona rău-famată de lângă Porte de Choisy, apoi lângă Porte d'Italie. A luat contact de mic cu muzica, primul instrument fiind vioara. La fel ca majoritatea muzicienilor Manouches, nu cunoștea scrierea muzicală, învățând să cânte după ureche și observând alți muzicieni. La 12 ani a primit cadou un banjo, care se pare că de fapt era o combinație banjo-ghitară. În scurtă vreme, exersând asiduu, a căpătat o dexteritate ieșită din comun, astfel că a putut să se integreze în orchestra condusă de tatăl său, care cânta la pian și țambal. În această perioadă a fost influențat de doi bătrâni muzicieni romi, Gusti Mahla, care cânta la banjo, și chitaristul Jean „Poulette” Castro. În afară de orchestra tatălui său, tânărul Django începe să cânte în stradă, apoi în cabarete și la baluri musette, dar și la diverse petreceri. Este remarcat de acordeonistul Vetese Guerino, care îl convinge să-l acompanieze. Începe să fie tot mai cunoscut printre amatorii de muzică, astfel încât alt acordeonist cunoscut în epocă, Jean Vaissade, îi va da posibilitatea să scoată primul său disc în 1928. Dat fiind că tânărul Django nu știa să scrie și să citească, nici măcar propriul său nume, etichetele discului vor purta textul „Jiango Renard, banjoïste”.

### Accidentul
Impresionat de virtuozitatea sa ieșită din comun, un impresar și șef de orchestră de dans faimos în epocă, Jack Hylton, îi propune un contract pentru un turneu la Londra. Chiar înainte de plecare, în 26 octombrie 1928, în Saint-Ouen, în periferia de nord a Parisului, aproape de Rue des Rosiers, în rulota ce-i servea de locuință izbucnește un incendiu violent. Incendiul a pornit de la o lumânare, de la care s-au aprins florile de celuloid pe care le confecționa prima sa soție, Bella Baumgartner (Florine „Bella” Mayer). În urma incendiului deosebit de violent, celuloidul fiind un material extrem de inflamabil, atât el cât, și soția s-au ales cu răni grave. Django, în special, va avea arsuri deosebit de puternice la mâna stângă și la piciorul drept. Arsurile erau atât de puternice, încât medicii îi vor propune amputarea piciorului, ceea ce Django va refuza categoric. În ceea ce privește mâna stângă, degetele inelar și cel mic deveniseră aproape inutilizabile, o adevărată catastrofă pentru un chitarist. Deoarece rănile nu i se vindecau, s-a optat în final pentru cicatrizarea acestora cu nitrat de argint. Django a fost nevoit să rămână în spital pentru tratament aproape 18 luni. Deoarece banjo-ul era prea zgomotos, fratele său i-a adus o chitară pentru a exersa. Dovedind o voință ieșită din comun, dezvoltă o nouă tehnică de interpretare, folosind doar cele două degete valide, arătătorul și cel mare pentru solo-uri, și celelalte trei, pe care le mișca cu mare greutate, pentru acorduri. Filme realizate mai apoi ne prezintă tehnica sa extraordinară și precisă, de unde și un sound inimitabil. Pe la începutul lui 1930, pe când era încă în spital, o comisie militară de control vine să-l consulte, deoarece avea deja 20 de ani și nu răspunsese la niciuna dintre convocările trimise de autoritățile militare. Comisia nu poate decât să constate incapacitatea sa de a satisface serviciul militar, astfel încât va fi reformat definitiv.

### Descoperirea jazz-ului
Anii 1929-1933 vor fi cruciali pentru cariera artistică a lui Django Reinhardt. În primul rând, va abandona definitiv banjo-ul în favoarea chitarei. Apoi va renunța progresiv la stilul musette pe măsură ce va descoperi muzica jazz. Émile Savitry, fotograf, asistent al lui Brassaï, mare amator de jazz, îi descoperă pe frații Django și Joseph Reinhardt, pe care îi aduce la Paris, cazându-i împreună cu familiile lor în apartamentul său din Boulevard Edgar Quinet. Pe Django îl întâlnise în 1931 pe Coasta de Azur, pe când cânta la barul „Coq Hardi” din Toulon, apoi la „Lido” și „Palm Beach” din Cannes. Prin intermediul colecției de discuri a fotografului, Django va lua contact cu muzica lui Duke Ellington, Louis Armstrong, Joe Venuti și Eddie Lang. Descoperirea jazz-ului va fi o adevărată revelație pentru Reinhardt, care decide să se consacre în continuare definitiv acestui gen. Jazz-ul îl va consacra definitiv, deși va continua să cânte ocazional cu acordeonistul de origine italiană Vetese Guerino, unul din veteranii stilului musette, sau alături de frații Baro și Matelo Ferret. Émile Savitry îi va introduce pe cei doi frați Reinhardt în lumea cluburilor de jazz din Paris:  „La Boîte à Matelots” din rue Fontaine 10, unde cei doi frați își fac debutul parizian, apoi în cabaretele „La Roulotte” din rue Pigalle 62, „L'Aéroport” din 11 rue Jules-Chaplain 11, inaugurat în iunie 1932, și în clubul  „Le Ponton 2” din Montparnasse în 1934. De asemenea, cântă cu jazzmeni consacrați deja, precum Stéphane Mougin, André Ekyan, Alix Combelle, la clubul „Croix du Sud”. Din 1933 datează și primele portrete ale lui Reinhardt, realizate tot de Émile Savitry. Spre sfârșitul anului 1933, va achiziționa și primul său instrument de calitate, o chitară Selmer. Expresivitatea sunetului acestui instrument deosebit va deveni parte integrantă a stilului său inconfundabil.

### Quintette du Hot Club de France
Quintette of the Hot Club de France a fost primul pas spre consacrarea internațională făcut de Django Reinhardt. Considerat de către marea majoritate a istoricilor jazz-ului ca fiind cel mai important grup de jazz european interbelic, cvintetul a debutat în 1933 printr-un jam session la „Hotel Claridge” (Rue Francois 1er., 37, Paris). Inițiativa constituirii acestui grup a aparținut secretarului „Hot Club of France”, Pierre Nourry, care i-a invitat pe Django Reinhardt împreună cu violonistul Stéphane Grappelli să formeze un grup de jazz. Celor doi li s-a alăturat fratele lui Django, Joseph, împreună cu alt chitarist, Roger Chaput, și Louis Vola la contrabas. Grupul s-a făcut rapid cunoscut în mediul amatorilor de jazz, atât prin concerte, cât și prin înregistrări pe disc. Cu un sound inimitabil, fiind un grup alcătuit în exclusivitate din instrumente cu coarde, lipsa compartimentului de percuție determinând membrii grupului să adopte utilizarea de acorduri percutante, Quintette of the Hot Club de France a devenit extrem de popular în epocă. Ocazional, Roger Chaput a fost înlocuit de alt chitarist Manouche, prietenul lui Django, Pierre „Baro” Ferret. Unele înregistrări au și intervenții vocale, aparținănd solistului Eddie Taylor, care apare în piesele „Georgia on My Mind” și „Nagasaki”. Începând din 1933, Jean Sablon, un cântăreț extrem de popular în epocă, va înregistra 33 de piese împreună cu Django. De asemenea, în înregistrări vor începe să-și facă apariția instrumente de suflat, pian, chitara și vioara rămânând totuși în prim-plan. De asemenea, grupul a avut numeroși invitați de peste ocean, precum Adelaide Hall, Coleman Hawkins, Benny Carter, Rex Stewart și Louis Armstrong.  În 1937, solista americană de jazz Adelaide Hall a deschis un club în Montmartre, împreună cu soțul, Bert Hicks, „La Grosse Pomme”. Django, împreună cu Quintette of the Hot Club de France, au fost invitați să cânte noapte de noapte în acest club, devenind grupul favorit al publicului. Alt club din vecinătate a fost salonul artistic „R-26”, unde Reinhardt și Grapelli erau invitați cu regularitate. Grupul s-a destrămat odată cu izbucnirea celei de-a doua conflagrații mondiale. Se găseau în turneu la Londra atunci când Anglia a declarat război Germaniei. Grapelli a decis să rămână, în timp ce Reinhardt s-a întors în Franța. Aveau să se revadă de abia în 1946.

### Al Doilea Război Mondial
Revenit în Franța, la Toulon, autoritățile militare încearcă din nou mobilizarea acestuia, dar este reformat din nou din cauza arsurilor. Se reîntoarce la Paris, în zona ocupată, pentru a-și relua activitatea muzicală. Va rămâne pe toată durata războiului în Franța ocupată, călătorind mult. A încercat să fugă în Elveția, după un sejur la Thonon-les-Bains, fără succes însă. Atmosfera melancolică din Parisul sub ocupație se reflectă în piesa „Nuages”, pe care o înregistrează în 1940, împreună cu clarinetistul și saxofonistul Hubert Rostaing. În decembrie 1940, înregistrează cu orchestra lui Pierre Allier. În 1943, la Salbris, în Loir et Cher, unde Django cumpărase o casă, se căsătorește a doua oară cu Sophie „Naguine” Ziegler. În anul următor, aceasta îi va dărui un fiu, Babik Reinhardt, care va deveni la rândul său, un chitarist reputat. Atmosfera de nesiguranță din Parisul anului 1943 îl determină să încerce din nou să fugă în Elveția. Arestat de germani aproape de frontiera elvețiană, se va întoarce la Paris, unde deschide un club, „Chez Django Reinhardt”, și își formează un nou cvintet împreună cu Hubert Rostaing la clarinet și Pierre Fouad la instrumente de percuție. Stilul swing era la apogeu, astfel încât „Nuages” devine rapid un mare hit. După eliberarea Parisului, se va reîntâlni cu Grapelli, împreună cu care va înregistra o versiune swing a Marseillezei, devenită ulterior celebră. Django Reinhardt a putut să se miște și să cânte nestânjenit prin Franța ocupată de naziști datorită protecției de care se bucura din partea ofițerului Luftwaffe Dietrich Schulz-Köhn, „Dr. Jazz”, mare amator de jazz. Django Reinhardt are meritul de a fi printre primii muzicieni din Europa care a înțeles revoluția produsă de apariția stilului be-bop, cei mai proeminenți promotori de peste ocean fiind saxofonistul Charlie Parker și trompetistul Dizzie Gillespie, astfel că spre sfârșitul războiului a integrat și el în compozițiile sale acorduri be-bop, fără a părăsi însă stilul său original.

### Turneul american

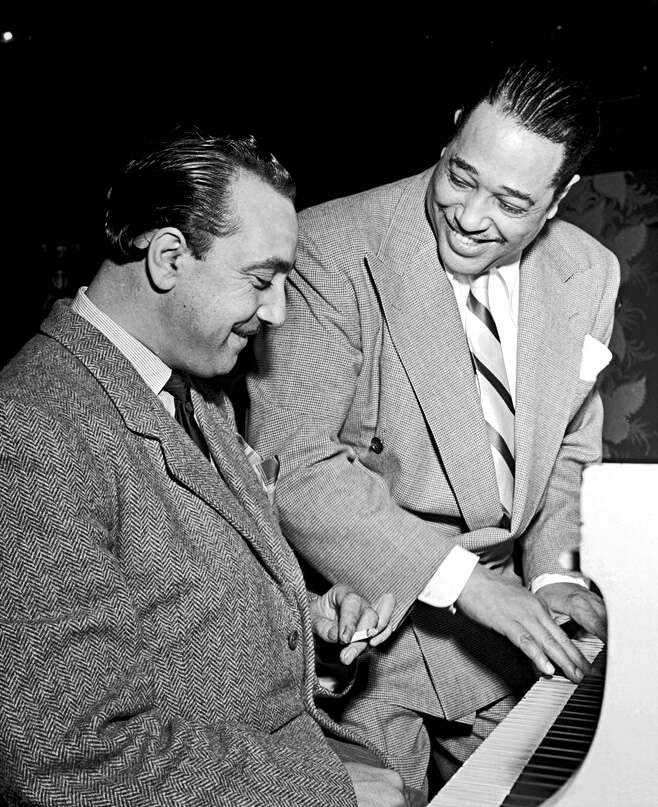
Django Reinhardt cu Duke Ellington

Imediat după război, reîntâlnindu-se cu Stéphane Grappelli, a decis să reia activitatea cu Hot Club de France. În 1946, cu ocazia unui turneu în SUA, Django are în sfârșit posibilitatea să cânte alături de Duke Ellington. Cei doi se întâlniseră în 1939, în timpul unui turneu al lui Duke Ellington prin Europa. Numai că întâlnirea cu Duke era departe de tot de ce-și închipuise Reinhardt. Viața boemă din cluburile pariziene nu avea nicio tangență cu disciplina de fier ce domnea în big-band-ul lui Duke Ellington. Dezordonat, neștiind limba engleză, veșnic în întârziere la concerte, uneori chiar beat și fără chitară, după cum își amintește Stéphane Grappelli, până la urmă Django Reinhardt își va rata cariera americană. Pe de altă parte, faptul că Duke Ellington nu l-a integrat suficient pe Django în aranjamentele sale complexe, lăsându-l să apară la sfârșit ca un fel de surpriză a serii, exact cum proceda și Benny Goodman cu Charlie Christian, l-a nemulțumit pe Django, care spera să fie un adevărat concertist, numărul unu din big-band. În ciuda deziluziilor celor doi, apariția sa în cadrul big-band-ului lui Duke Ellington face senzație pe tot cuprinsul Statelor Unite, cu atât mai mult cu cât atât el, cât și Stéphane Grappelli erau europeni. Ajuns la New York, Django a încercat să-i întâlnească pe Charlie Parker, Dizzy Gillespie și Thelonious Monk, seniorii be-bop-ului, fără succes însă, toți fiind plecați în turneu. Cu oarece deziluzii după acest episod, în perioada următoare se va îndepărta de muzică, preocupat de pictură, dar și de pescuit și biliard. Aceasta nu l-a împiedicat însă să concerteze sau să înregistreze cu Quintette du Hot Club de France, acum condus de Grapelli, ori de câte ori a avut ocazia.

### Ultimii ani

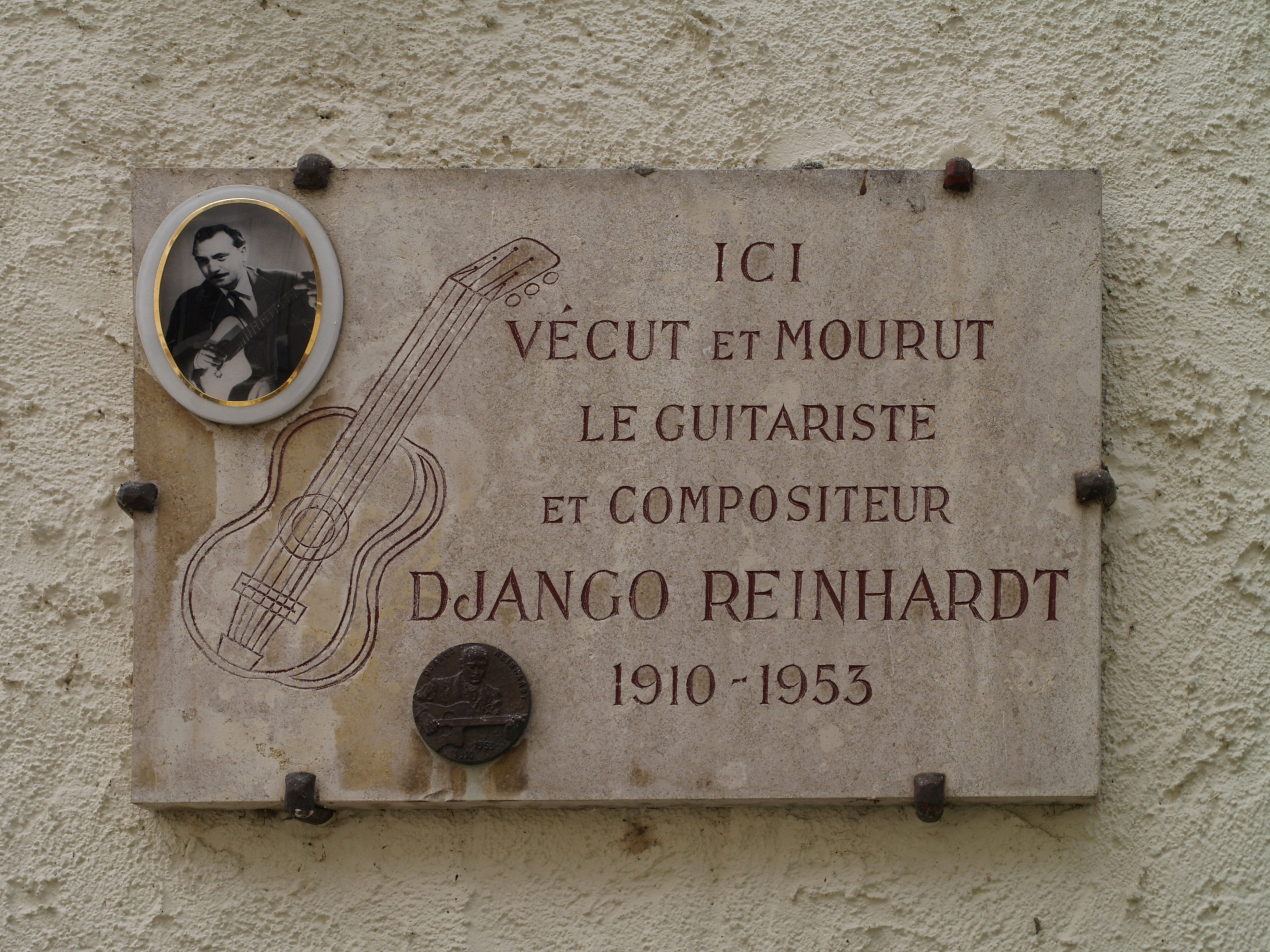
Placa memorială pe casa în care Django Reinhardt și-a petrecut ultimii ani. Samois-sur-Seine

În anul 1951, Django Reinhardt cumpără o casă în comuna Samois-sur-Seine (Dep. Seine et Marne, azi 77), aproape de Fontainebleau. Continuă să cânte, stilul său devenind tot mai exuberant și inovator. Acum are propriul său grup, compus din cei mai renumiți be-bop-eri francezi : Roger Guérin, Hubert et Raymond Fol, Pierre Michelot, Bernard Peiffer, Jean-Louis Viale, fiind tot timpul în avangarda jazz-ului. În 1953, impresarul și producătorul american Norman Granz îi propune un contract pentru un turneu cu Jazz at the Philharmonic. Producătorul francez de discuri Eddie Barclay îi înregistrează opt piese de o calitate excepțională, ce vor deveni în deceniile următoare „cartea de căpătâi” a chitariștilor de jazz din toată lumea.
Ultimele înregistrări datează din 8 aprilie 1953, cu Martial Solal la pian, Pierre Michelot la contrabas, Fats Sadi Lallemant la vibrafon și Pierre Lemarchand la percuție. Cu acest grup cânta adesea prin cluburile pariziene, utilizând uneori și o chitară electrică, alteori o chitară Selmer acustică, căreia îi adaptase o doză electromagnetică. Ultimele înregistrări demonstrează perfecțiunea la care ajunsese stilul inovator al lui Reinhardt, realizând fuziunea dintre be-bop și stilul său inconfundabil. În 16 mai 1953, pe când se întorcea acasă de la un concert, se prăbușește pe peronul gării Avon, datorită unei hemoragii cerebrale. Fiind sfârșit de săptămână, a durat mult timp până să apară un doctor. Adus la spitalul din Fontainebleau, medicii nu au putut decât să constate decesul. A fost înmormântat în Samois sur Seine. Un festival anual de jazz este organizat anual pentru a celebra memoria marelui muzician ce și-a petrecut în această comună ultimii ani din viață.

## Familie
Amândoi fii lui Django Reinhardt au devenit muzicieni. Primul său fiu, Lousson Baumgartner (1928 - 1992), chitarist mai tradiționalist și mai legat de comunitatea Romani, a apărut rareori în public. Al doilea, Babik Reinhardt (1944 - 2001), a devenit un chitarist reputat de jazz, fără să atingă însă geniul tatălui său. A fost interesat cu precădere de jazz-fusion, concertând o perioadă cu Jean-Luc Ponty. Primul său disc LP a fost realizat în colaborare cu Sidney Bechet. Fratele lui Django, Joseph, a continuat să cânte și să înregistreze după dispariția fratelui său. Băiatul lui Joseph, Markus Reinhardt, este violonist. David Reinhardt, băiatul lui Babik, are propriul său trio de jazz. Este singurul din cei nouă copii ai acestuia care a continuat tradiția muzicală a familiei. Băiatul lui Lousson, Dallas Baumgartner, este de asemenea chitarist. Ca și tatăl său, călătorește mult, fără a apărea decât extrem de rar în public.

## Moștenire
De pe urma lui Django Reinhardt au rămas circa 100 de compoziții, multe scrise în colaborare cu Stéphane Grappelli. Analfabet, fără să cunoască scrierea muzicală, compozițiile sale erau puse pe note de către un asistent. După moartea sa, până pe la mijlocul anilor ’70, interesul pentru opera sa a fost minimal. Explozia rock and roll-ului, apoi în jazz, afirmarea be-bop-ului, apoi a stilului cool și în fine a jazz-rock-ului, a făcut ca opera sa să fie cunoscută doar în cercul restrâns al istoricilor jazz-ului. Spre sfârșitul anilor ’70, însă, opera sa începe să fie descoperită de tinerii chitariști, dar și de amatorii de jazz, ambele categorii fiind deopotrivă atrase de swing-ul irezistibil degajat de interpretările lui Reinhardt. O contribuție deosebită au adus-o și chitariștii din familia sa, din cercul său de muzicieni, care au dus mai departe tradiția stilului gipsy swing. O contribuție însemnată în renașterea acestui stil, a avut-o și Stéphane Grappelli, care în 1973 a înființat un cvintet în același stil cu vechiul Quintette du Hot Club de France, având drept chitariști pe muzicienii englezi Diz Disley și Denny Wright. Alți chitariști care s-au perindat prin cvintetul lui Grapelli au fost John Etheridge, Nigel Kennedy și David Grisman. Un rol important în popularizarea acestui stil l-au avut și festivalurile de gipsy swing organizate la Samois-sur-Seine, Liberchies, dar și în alte locuri, ca și diversele Django Fest din SUA.

## Django în conștiința colectivă
Personalitatea și destinul lui Django Reinhardt au fost evocate în numeroase filme. De asemenea, muzica sa a fost utilizată în coloana sonoră a multor filme artistice, precum: Matrix, Metroland, Chocolat și Aviatorul. De asemenea, piese ale lui au apărut în background într-un număr de filme ale lui Woody Allen și în filmul Lucien Lacombe al lui Louis Malle. De asemenea, sunt utilizate în coloana sonoră a numeroase jocuri video, printre care The City of Lost Heaven și Mafia II. Muzica sa a fost utilizată și în filmul King of the Gypsies, în care apare și Stéphane Grappelli. John Lewis de la Modern Jazz Quartet (MJQ) a compus piesa „Django” (1954) în memoria marelui muzician, reluată mai apoi de mulți muzicieni de jazz. Cântecul „Jessica” a fost compus de Dickey Betts de la Allman Brothers în memoria lui Reinhardt, dorind să scrie un cântec care să poată fi interpretat la chitară doar cu două degete. În 2010, Google în versiunea franceză și belgiană au afișat un logo în memoria marelui muzician de la a cărui naștere se împlineau 100 de ani. Tot atunci, guvernul belgian a emis o monedă de 10€ cu efigia lui Django pe revers.

## Influență
Django Reinhardt a fost cea mai mare personalitate a jazz-ului european din vremea sa și a influențat numeroși chitariști din lumea întreagă. Considerat, alături de Charlie Christian, Joe Pass și Wes Montgomery drept unul din cei mai mari chitariști de jazz, Reinhardt este un punct de referință pentru mulți chitariști celebri, precum Andrès Segovia, Mark Knopfler sau Jimi Hendrix, care a denumit al doilea grup al său „Band of Gypsies” în memoria marelui muzician. Mulți alți chitariști au fost influențați de stilul exuberant și strălucitor al lui Reinhardt, printre care cei mai proeminenți au fost Jerry Garcia de la Grateful Dead și Carlos Santana. Jeff Beck spunea despre Reinhardt că a fost de departe „the most astonishing guitar player ever...” și „...quite superhuman...” Compozitorul și chitaristul cubanez Leo Brouwer a compus „Variații pe o temă de Django Reinhardt”, având la bază piesa „Nuages”. În 2005, Reinhardt a ocupat locul 66 în clasamentul marilor belgieni.

## Instrumente

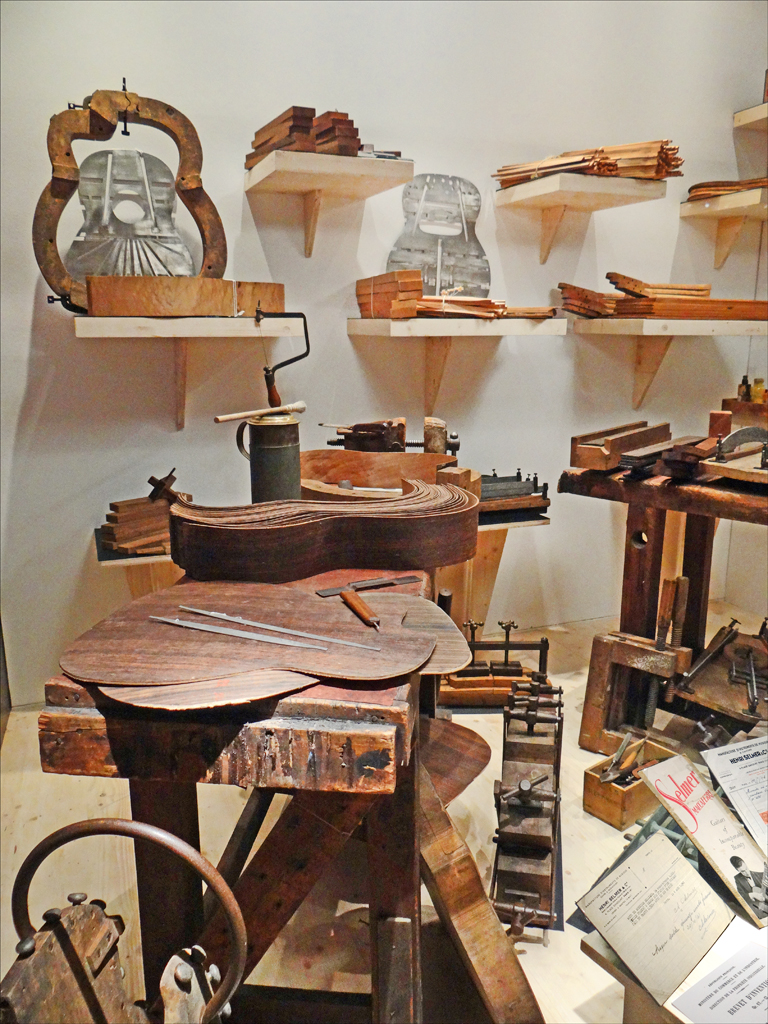
Atelierul Selmer-Maccaferri în Musée de la Musique

La începutul carierei sale, Django Reinhardt a utilizat numeroase instrumente, multe împrumutate de la fratele său Joseph, numit și „Nin-Nin”. Marca de instrumente care l-a consacrat însă a fost Selmer. Chitarele Selmer, adesea numite Selmer - Maccaferri, fabricate de Henri Selmer & Cie., au o cutie de rezonanță asimetrică și ceva mai mare decât cele normale, eclisă îngustă, iar cele  Maccaferri au în plus un rezonator suplimentar interior. Caracteristica principală este deschiderea de formă ovală sau în formă de D rotunjit. Django a cumpărat primul său Selmer pe la mijlocul anilor '30, atras de sunetul bogat și personal al instrumentului. În momentul în care Django a început să se bucure de faimă, Henri Selmer a decis ca acesta să fie un fel de ambasador al instrumentelor sale pentru tot restul vieții. Din această cauză, Reinhardt nu s-a mai preocupat să achiziționeze propriile instrumente, dat fiindcă putea oricând să ia o chitară din fabrică pentru teste. Cu toate acestea, a achiziționat una, Nr. 704, în 1948. Este singura chitară pe care registrele firmei arată că a fost livrată lui Django. Chitara a fost destinată turneului italian. Deteriorată în timpul turneului, un lutier italian necunoscut i-a înlocuit partea superioară, utilizând o deschidere circulară, în locul celei ovale, tipice pentru instrumentele Selmer. Reinhardt a dăruit mai apoi instrumentul lui Grapelli, care la rândul său l-a dăruit unui prieten italian. Ea a rămas la acesta până de curând, când a fost vândută la licitație. Lutierul francez Maurice Dupont a restaurat-o conform planurilor lui Selmer, utilizând o placă de molid veche de jumătate de secol, restaurând totodată și tastatura.  Cea mai celebră chitară, însă, a fost Nr. 503, cumpărată de Reinhardt în 1940. A fost instrumentul său preferat, cu care a cântat până în ultima clipă a vieții. După moartea sa, soția sa, Naguine, a dat-o fiului său, Babik, pentru a învăța să cânte. Ulterior, în 1964, a donat-o Muzeului Instrumentelor Muzicale din Paris.

## Discografie
- 1945 Paris 1945
- 1947 Ellingtonia – with the Rex Stewart Band – Dial 215
- 1949 Djangology
- 1951 Django Reinhardt and the Hot Club Quintet
- 1951 At Club St. Germain
- 1953 Django Reinhardt et Ses Rythmes
- 1954 The Great Artistry of Django Reinhardt
- 1955 Django's Guitar
- 1959 Django Reinhardt and His Rhythm
- 1980 Routes to Django Reinhardt
- 1991 Django Reinhardt - Pêche à la Mouche: The Great Blue Star Sessions 1947/1953
- 1996 Imagine
- 1997 Django Reinhardt: Nuages with Coleman Hawkins
- 1998 The Complete Django Reinhardt HMV Sessions
- 2000 The Classic Early Recordings in Chronological Order (5 CD boxed set)
- 2001 All Star Sessions
- 2001 Jazz in Paris: Swing 39
- 2002 Djangology (remastered - recorded in 1948, and remastered and released by Bluebird Records)
- 2003 Jazz in Paris: Nuages
- 2003 Jazz in Paris: Nuits de Saint-Germain des-Prés
- 2004 Le Génie Vagabond
- 2005 Djangology (re-release, Bluebird)
- 2008 Django on the Radio (radio broadcasts, 1945–1953)

De asemenea, au apărut foarte multe compilații ale discurilor sale.